# Maciej Nowak (ekonomista)
Maciej Nowak – polski ekonomista, doktor habilitowany nauk społecznych, pracownik naukowy Katedry Nieruchomości Wydziału Ekonomicznego Zachodniopomorskiego Uniwersytetu Technologicznego w Szczecinie.

## Życiorys
W 2008 r. obronił pracę doktorską pt. Gospodarowanie nieruchomościami gminnymi w strefie zewnętrznej Szczecińskiego Obszaru Metropolitalnego, której promotorem był dr hab. Teodor Skotarczak, w 2019 r. habilitował się na podstawie pracy zatytułowanej Niesprawność władz publicznych a system gospodarki przestrzennej i gra o przestrzeń. Jest profesorem uczelni i kierownikiem w Katedrze Nieruchomości na Wydziale Ekonomicznym Zachodniopomorskiego Uniwersytetu Technologicznego w Szczecinie.
Należy do Rady Dyscypliny Naukowej – Ekonomii i Finansów ZUT.
Jest członkiem Komitetu Przestrzennego Zagospodarowania Kraju Prezydium PAN.